# Sluisbuurt

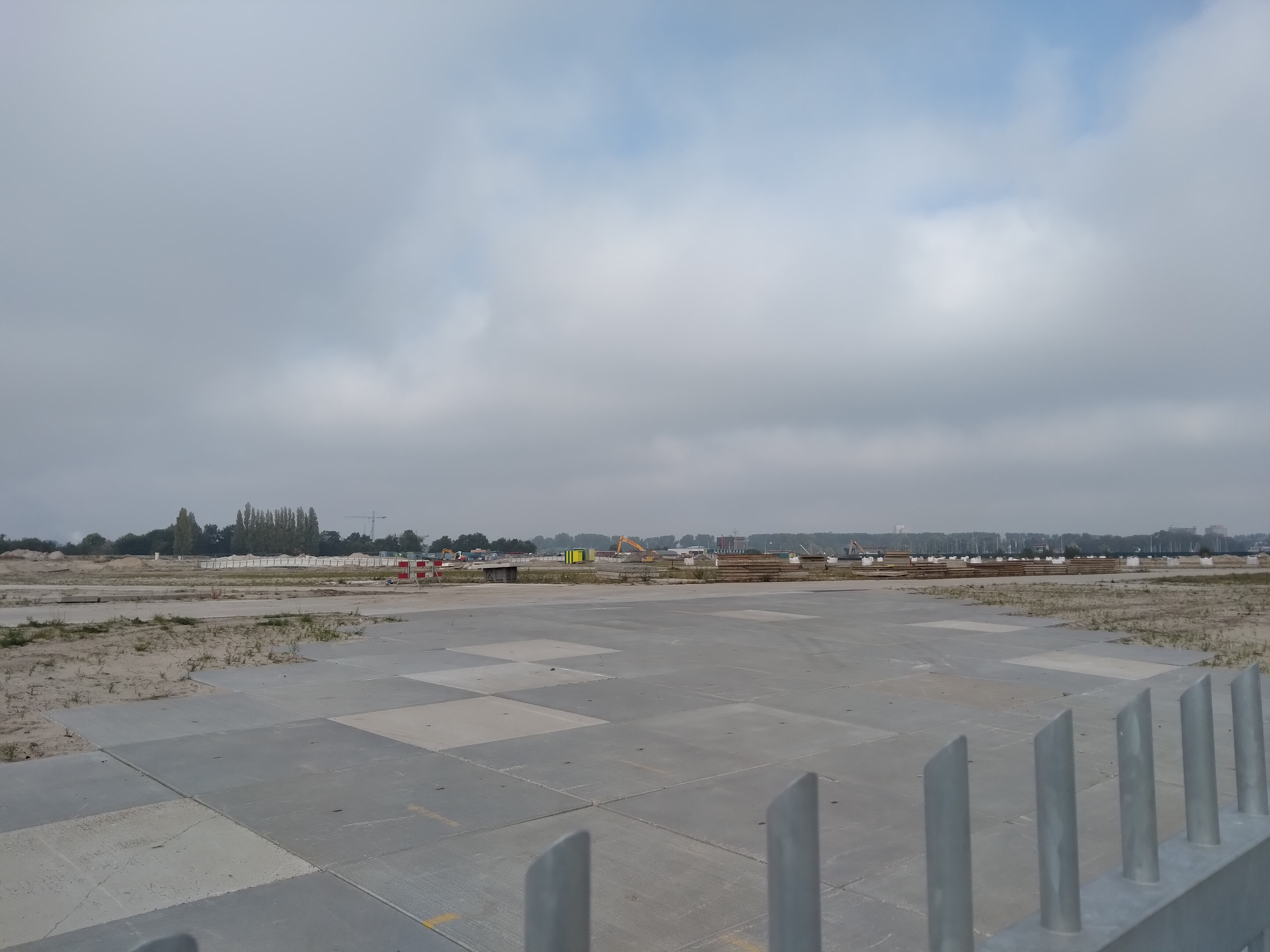
Sluisbuurt (oktober 2021)

De Sluisbuurt is een wijk, gedeeltelijk nog in aanbouw, op het Zeeburgereiland in Amsterdam-Oost. De wijk ligt aan de Oranjesluizen, waarnaar de wijk vernoemd is, en het binnen-IJ en omvat het gebied tussen de Zuiderzeeweg en Schellingwouderbrug en de IJburglaan richting Piet Heintunnel.

## Geschiedenis
In november 2018 besloot de gemeente Amsterdam tot bouw van de buurt. Er komen circa 5.500 woningen in een voor Amsterdam ongebruikelijk woonmilieu bestaande uit woonblokken met daartussen hoge woontorens. De locatie is door de gemeente aangewezen als een versnellingslocatie, met als doel om hier snel veel woningen toe te kunnen voegen in de ontstane huizennood die volgde na de kredietcrisis.
Volgens het plan van de gemeente komen er 32 woontorens, waarvan 7 lagere torens (22,5-30 m), 14 middelhoge torens (30-60 m) en 10 hoogbouwtorens (hoger dan 70 m), met een gemiddelde bouwhoogte van ca. 60 m, en een maximale hoogte van 125 m. Een hoofdstraat verbindt de tramhalte Zuiderzeeweg (IJtram) met een centraal gelegen waterbassin en de Oranjesluizen aan de noordzijde van het Zeeburgereiland. Het waterbassin is bedoeld voor waterrecreatie en verbindt een grachtsysteem dat de waterhuishouding in de buurt reguleert met het naastgelegen Amsterdam-Rijnkanaal. Aan het waterbassin komt een hogeschool. Er is een fietsbrug bedacht die een verbinding kan maken van het waterbassin met het Oostelijk Havengebied. Vooralsnog is er vanaf 9 januari 2023 een pontveer ingesteld 
tussen de Sluisbuurt en het Tegelbergplein, op de kop van het eiland Sporenburg
Het plan met hoogbouw op een dergelijke grote schaal in een woonbuurt wordt voor Amsterdam gezien als trendbreuk en riep daardoor controverse op. Enkele partijen vreesden dat de hoge torens onder andere het de met Unesco werelderfgoed beschermde Grachtengordel en van Landelijk Noord visueel zouden verstoren. Verder werd er gevreesd voor financiële risico's en negatieve sociaal-demografische gevolgen van het wonen in hoge torens. De geliefde identiteit van het traditionele Amsterdamse straatbeeld werd als verworpen beschouwd.  De Raad van State gaf deze partijen op 6 november 2019 op al hun ingediende bezwaren op het bestemmingsplan ongelijk.
Op dit deel van het Zeeburgereiland zijn al enkele (historische) gebouwen aanwezig langs de Zuider IJdijk en als onderdeel van het sluiscomplex.
In september 2021 werd als oriëntatiepunt het kunstwerk Het palenhuis van Piet van Wijk geplaatst.

## Lijst van gebouwen
| Gebouw                       | Hoogte | Start bouw | Oplevering | Functie   | Architect           | Eigenaar/ontwikkelaar       |
| ---------------------------- | ------ | ---------- | ---------- | --------- | ------------------- | --------------------------- |
| Justus                       | 100m   | 2021       | 2024       | Wonen     | De Architekten Cie. | Syntrus Achmea              |
| Hogeschool InHolland         |        | 2021       | 2023       | Onderwijs | Cepezed             | Hogeschool Inholland        |
| Studentenwoningen DUWO       | 70m    | 2021       | 2023       | Wonen     | Mei Architects      | DUWO                        |
| De Alliantie Woontoren       | 70m    | 2025       | 2027       | Wonen     |                     | De Alliantie                |
| Nachteiland                  | 70m    | 2025       | 2027       | Wonen     |                     |                             |
| Patchwork                    | 50m    | 2025       | 2027       | Wonen     |                     |                             |
| Montessori Lyceum Sluisbuurt |        |            |            | Onderwijs | De Architekten Cie. | Montessori Lyceum Amsterdam |
| Zuider IJdijk 33             |        |            |            | Wonen     |                     |                             |
| Zuider IJdijk 35             |        |            |            | Wonen     |                     |                             |
| Zuider IJdijk 37             |        |            |            | Wonen     |                     |                             |
| Zuider IJdijk 39             |        |            |            | Wonen     |                     |                             |
| Zuider IJdijk 41             |        |            |            | Wonen     |                     |                             |
| Zuider IJdijk 49             |        |            |            | Industrie |                     |                             |
| Zuider IJdijk 51             |        |            |            |           |                     |                             |
| Zuider IJdijk 29             |        |            |            |           |                     |                             |

## Straatnamen
In april 2022 nam de gemeente een besluit inzake de benoeming van de infrastructuur in de wijk. Er werd gekozen voor het vastleggen van de "geschiedenis van dans en modern ballet" (aldus Het Parool). Zo werd de hoofdstraat vernoemd naar Rudi van Dantzig. Onder de vernoemingen komen voor Rudolf Noerejev, Sonia Gaskell, Isadora Duncan, August Bournonville, George Balanchine, Florrie Rodrigo, Marius Petipa, Pina Bausch, Anna Pavlova, Hans Snoek, Margot Fonteyn, Serge Lifar, De commissie ter bepaling van straatnamen had wel een idee aangedragen voor een wijk vol dansersnamen, maar hun voorstellen haalden de eindstreep niet. De namen zijn afkomstig van Onno Stokvis (danshistoricus), die de gemeente al rond 2000 een lijst gaf voor mogelijke vernoemingen naar dansers. Een opmerkelijke vernoeming is die naar Sergei Diaghilev; het werd een brug. 

## Afbeeldingen

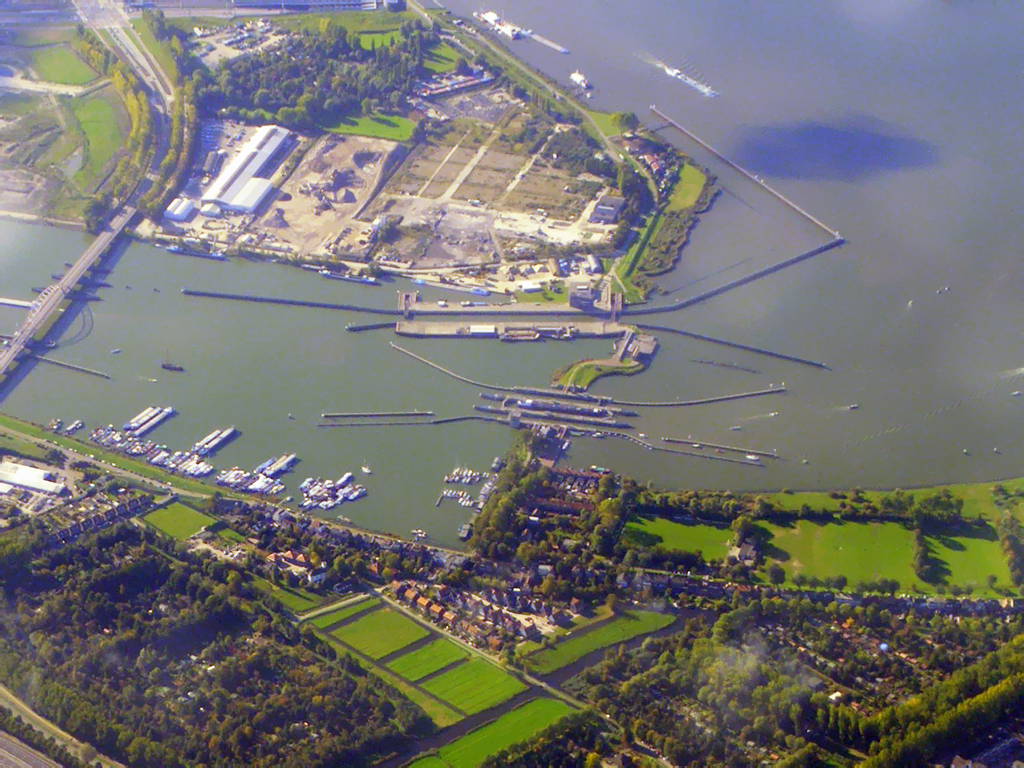
Het gebied op een foto uit 2007 gezien vanuit het noorden. De Sluisbuurt ligt direct boven de sluizen

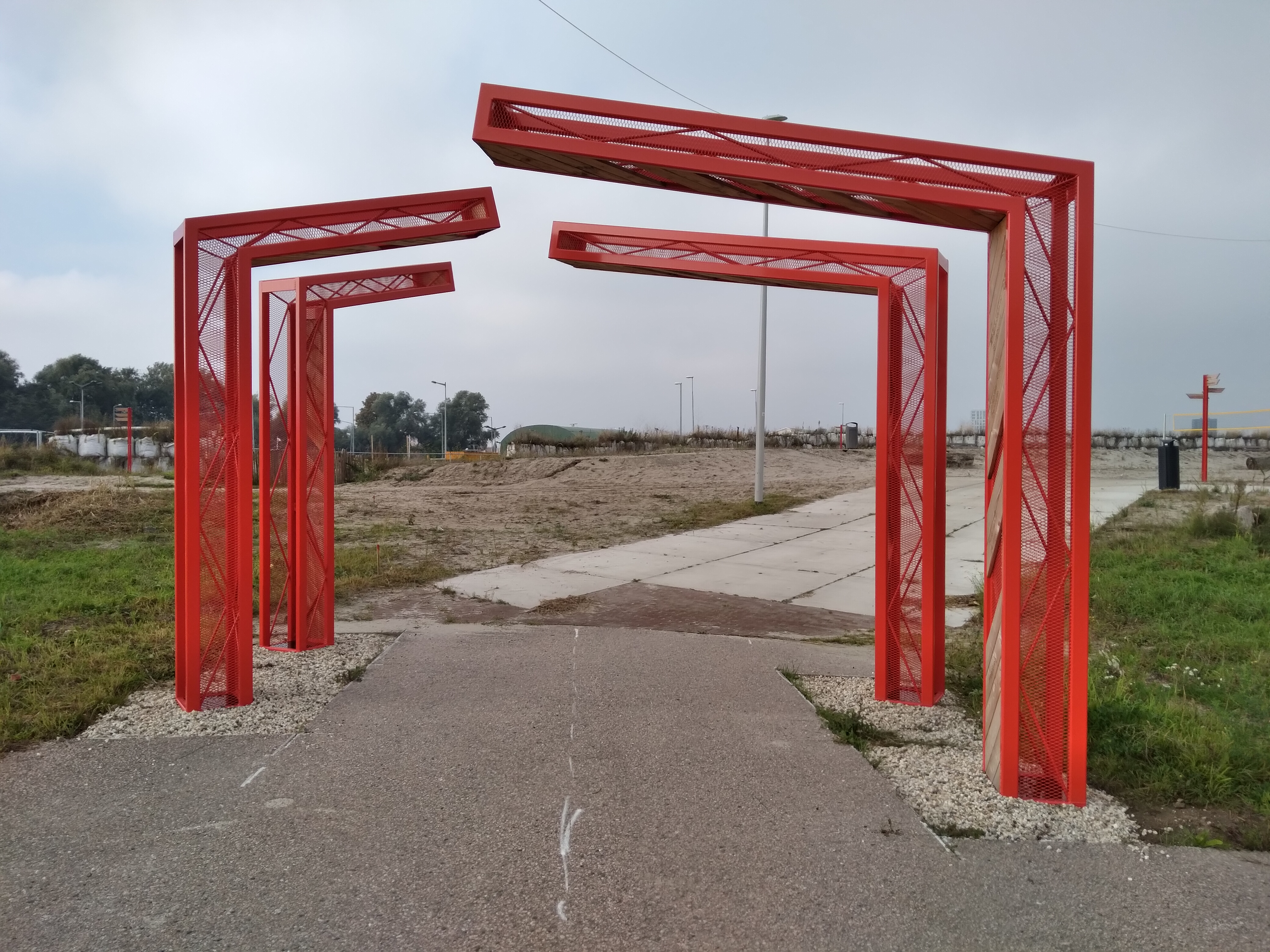
Richtingwijzer in Sluisbuurt (oktober 2021)

Abberdaan · Admiralenbuurt · Amstel III · Amsteldorp · Amstelkwartier · Andreas Ensemble · Apollobuurt · ArenAPoort · Bajeskwartier · Banne Buiksloot · Bedrijventerrein Sloterdijk · Bellamybuurt · Betondorp · Bijlmer · Binnenstad · Bloemenbuurt · Borgerbuurt · Borneo · Bos en Lommer · Buiksloot · Buiksloterham · Buikslotermeer · Buiteneiland · Buitenveldert · Bullewijk · Burgwallen Oude Zijde · Burgwallen Nieuwe Zijde · Centrum Amsterdam Noord · Centrumeiland · Chassébuurt · Chinatown · Cremerbuurt (Amsterdam) · Cruquius · Czaar Peterbuurt · Da Costabuurt · Dapperbuurt · De Aker · De Baarsjes · De Bongerd · De Eendracht · De Heining · De Krommert · De 9 Straatjes · De Omval · De Pijp · Diamantbuurt · Driemond · Disteldorp · Dubbele Buurt · Duivelseiland · Duvelshoek · Elzenhagen · Erasmusparkbuurt · Floradorp · Frederik Hendrikbuurt · Funenpark · Gaasperdam · Gein · Geuzenveld · Gibraltarbuurt · Gouden Reael · Gulden Winckelbuurt · Grachtengordel · Haarlemmerbuurt · Hallenkwartier · Haven-Stad · Haveneiland · Havenstraatterrein · Helmersbuurt · Het Funen · Holendrecht · Hoofddorppleinbuurt · Houthaven · IJ-oevers · IJburg · IJdock · IJplein · Indische Buurt · Jan Maijenbuurt · Java-eiland · Jeruzalem · Jeugdland ·Jodenbuurt · Jordaan · Julianapark · Kadijken · Kadoelen · Kattenburg · Kinkerbuurt · KNSM-eiland · Kolenkitbuurt · Kop van Jut · Van der Kunbuurt · Laan van Spartaan · Landlust · Landstrekenbuurt · Lastage · Leidsebuurt · Lutkemeer · Marathonbuurt · Marineterrein · Marken · Marktkwartier · Medisch Centrum Slotervaart · Mercatorbuurt · Middelveldsche Akerpolder · Molenwijk · Museumkwartier · Nellestein · Nieuw Sloten · Amsterdam Nieuw-West · Nieuwe Pijp · Nieuwendam · Nieuwendammerdijk en Buiksloterdijk · Nieuwendammerham · Nieuwezijde · Nieuwmarkt · Noorderhof · Noordoever Sloterplas · Noordse Bos · Olympisch Kwartier · Omval · Ookmeer · Oostelijk Havengebied · Oostelijke Eilanden · Oostelijke Handelskade · Oostenburg · Oosterdokseiland · Oosterparkbuurt · Oostoever Sloterplas · Oostpoort · Oostzanerwerf · Osdorp · Oud Osdorp · Oud-Oost · Oud-West · Oud-Zuid · Oude Pijp · Oudezijde · Overamstel · Overhoeks · Overtoombuurt · Overtoomse Buurt · Overtoomse Veld · Park Haagseweg · Park de Meer · Plan van Gool · Plan West · Plan Zuid · Planciusbuurt · Plantagebuurt · Postjesbuurt · Prinses Irenebuurt · Rapenburg · Reigersbos · Riekerpolder · Rieteilanden · Rietlanden · Rivierenbuurt · Robert Scottbuurt · Roeterseiland · Ruigoord · Schinkel (bedrijventerrein) · Schinkelbuurt · Science Park · Sloten · Sloterdijk · Sloterdijk-Centrum · Slotermeer · Slotervaart · Sluisbuurt · Spaarndammerbuurt · Spieringhorn · Sporenburg · Sportheldenbuurt · Staatsliedenbuurt · Stadionbuurt · Steigereiland · Strandeiland · Teleport · Transvaalbuurt · Trompbuurt · Tuindorp Buiksloot · Tuindorp Buiksloterham · Tuindorp Nieuwendam · Tuindorp Oostzaan · Tuttifruttidorp · Van Tijenbuurt · Uilenburg · Universiteitskwartier · Valkenburg · Van der Kunbuurt · Van der Pekbuurt · Van Lennepbuurt · Venserpolder · Vlooienburg · Vogelbuurt · Vogeldorp · Vogeltjeswei · Volewijck · Vondelparkbuurt · Vrije Geer · Waalseiland · Watergraafsmeer · Waterlandpleinbuurt · Waterwijk · Weesp · Weesperbuurt · Weespertrekvaartbuurt · Weesperzijde · Westelijke Eilanden · Westelijke Tuinsteden · Westerdokseiland · Westerpark · Westpoort · Willemspark · Wittenburg · Zeeburg · Zeeburgereiland · Zeeheldenbuurt · Zuidas · Zuideramstel